# Смоленская ТЭЦ-2
Смоленская ТЭЦ-2 — теплоэлектроцентраль, расположенная в городе Смоленске (пос. Маркатушино), третья по величине электрической мощности электростанция Смоленской области, входит в состав ПАО «Квадра». Установленная электрическая мощность станции составляет 275 МВт, тепловая — 774 Гкал/ч. Численность сотрудников — 354 человека.
Датой основания Смоленской ТЭЦ-2 считается 13 января 1973 года, когда был введён в эксплуатацию первый турбогенератор мощностью 60 МВт.
На станции действуют три турбоагрегата установленной электрической мощностью 60 МВт, 105 МВт и 110 МВт, пять паровых котлов общей паропроизводительностью 1340 т/ч и три водогрейных котла установленной тепловой мощностью 100 Гкал/час каждый. Основным топливом для станции является природный газ, резервным – мазут.
В настоящее время Смоленская ТЭЦ-2 реализует электрическую энергию и мощность на ОРЭМ, обеспечивает на 85% потребность города Смоленска в тепловой энергии.

## Перечень основного оборудования
| Агрегат                              | Тип             | Изготовитель                                     | Количество | Ввод в эксплуатацию     | Основные характеристики | Основные характеристики | Источники |
| Агрегат                              | Тип             | Изготовитель                                     | Количество | Ввод в эксплуатацию     | Параметр                | Значение                | Источники |
| ------------------------------------ | --------------- | ------------------------------------------------ | ---------- | ----------------------- | ----------------------- | ----------------------- | --------- |
| Оборудование паротурбинных установок |                 |                                                  |            |                         |                         |                         |           |
| Паровой котёл                        | БКЗ-210-140-7   | Барнаульский котельный завод                     | 3 1        | 1973 г. 1975 г.         | Топливо                 | газ, мазут              | [ 1 ]     |
| Паровой котёл                        | БКЗ-210-140-7   | Барнаульский котельный завод                     | 3 1        | 1973 г. 1975 г.         | Производительность      | 210 т/ч                 | [ 1 ]     |
| Паровой котёл                        | БКЗ-210-140-7   | Барнаульский котельный завод                     | 3 1        | 1973 г. 1975 г.         | Параметры пара          | 135 кгс/см2, 550 °С     | [ 1 ]     |
| Паровой котёл                        | ТГМЕ-464        | Таганрогский котельный завод «Красный котельщик» | 1          | 1982 г.                 | Топливо                 | газ, мазут              | [ 1 ]     |
| Паровой котёл                        | ТГМЕ-464        | Таганрогский котельный завод «Красный котельщик» | 1          | 1982 г.                 | Производительность      | 500 т/ч                 | [ 1 ]     |
| Паровой котёл                        | ТГМЕ-464        | Таганрогский котельный завод «Красный котельщик» | 1          | 1982 г.                 | Параметры пара          | 135 кгс/см2, 550 °С     | [ 1 ]     |
| Паровая турбина                      | ПТ-60-130/13    | Ленинградский металлический завод                | 1          | 1973 г.                 | Установленная мощность  | 60 МВт                  | [ 1 ]     |
| Паровая турбина                      | ПТ-60-130/13    | Ленинградский металлический завод                | 1          | 1973 г.                 | Тепловая нагрузка       | 139 Гкал/ч              | [ 1 ]     |
| Паровая турбина                      | Т-100/120-130-2 | Уральский турбинный завод                        | 1          | 1973 г.                 | Установленная мощность  | 105 МВт                 | [ 1 ]     |
| Паровая турбина                      | Т-100/120-130-2 | Уральский турбинный завод                        | 1          | 1973 г.                 | Тепловая нагрузка       | 160 Гкал/ч              | [ 1 ]     |
| Паровая турбина                      | Т-132/145-12.8  | Уральский турбинный завод                        | 1          | 2025 г.                 | Установленная мощность  | 132 МВт                 | [ 1 ]     |
| Паровая турбина                      | Т-132/145-12.8  | Уральский турбинный завод                        | 1          | 2025 г.                 | Тепловая нагрузка       | 190 Гкал/ч              | [ 1 ]     |
| Водогрейное оборудование             |                 |                                                  |            |                         |                         |                         |           |
| Водогрейный котел                    | КВГМ-100        | Дорогобужский котельный завод                    | 3          | 1979 г. 1980 г. 1986 г. | Топливо                 | газ, мазут              | [ 1 ]     |
| Водогрейный котел                    | КВГМ-100        | Дорогобужский котельный завод                    | 3          | 1979 г. 1980 г. 1986 г. | Тепловая мощность       | 100 Гкал/ч              | [ 1 ]     |